# Pasanggrahan (Sagaranten)
Pasanggrahan is een bestuurslaag in het regentschap Sukabumi van de provincie West-Java, Indonesië. Pasanggrahan telt 4774 inwoners (volkstelling 2010).